# 科爾諾河
科爾諾河是意大利的河流，流經拉吉歐大區北部和翁布里亞大區東部，河道全長約60公里，河畔城鎮有萊奧內薩、蒙泰萊奧內迪斯波萊托、卡夏和諾爾恰。